# عبد المحسن بن عبد العزيز آل سعود
الأمير عبد المحسن بن عبد العزيز آل سعود، (1344 هـ / 1925 - 20 شعبان 1405 هـ / 11 مايو 1985)، أمير منطقة المدينة المنورة الأسبق. هو الإبن الثالث عشر من أبناء الملكعبد العزيز آل سعود الذكور من زوجته الأميرة الجوهرة بنت سعد السديري . كان ممن أيدوا حركة الأمراء الأحرار. وكان أحد الشعراء البارزين في السعودية، ومحبًا للأدب والشعر والكتب التاريخية.

## عن حياته
- درس في مدرسة الأمراء، وحفظ القرآن ثم تعلم الفروسية، وبعد ذلك أكمل علمه في التاريخ والسياسة والحرب، وأنهى دراسته في عام 1367 هـ.
- في 3 رجب 1380 هـ الموافق 22 ديسمبر 1960 عينه رئيس الوزراء الأمير فيصل بن عبد العزيز آل سعود وزيراً لـ وزارة الداخلية[2] وذلك في عهد الملك سعود بن عبد العزيز آل سعود، وبقي في الوزارة إلى 1 ربيع الآخر 1381 هـ الموافق 12 سبتمبر 1961.
- في عام 1385 هـ الموافق لعام 1965 عين أميرًا لمنطقة المدينة المنورة[3]، وتمت أثناء توليه إمارتها الكثير من الإنجازات ومنها فتح محطة التلفزيون في عام 1387 هـ، وبناء طرق سريعة تساعد للوصول للمسجد النبوي.

## مكتبته
كان للأمير عبد المحسن بن عبد العزيز آل سعود أمير منطقة المدينة المنورة سابقاً مكتبة قيّمة تضم مجموعة من الكتب النادرة في الدراسات الإسلامية والأدبية، وبعضاً من الدواوين الشعرية، وبعد وفاته رحمهُ الله قام ابنه الأمير سعود نائب أمير منطقة مكة المكرمة آنذاك بإهداء المكتبة إلى مكتبة الحرم المكي الشريف، وضمّها إلى مجموعات القاعة العامة بالمكتبة 

## وفاته
توفي الأمير عبد المحسن بن عبد العزيز آل سعود في يوم الجمعة 20 شعبان 1405هـ الموافق 10 مايو 1985م في مستشفى الملك فيصل التخصصي الذي يرقد به بعد إصابته بمرض عضال ظل مصابًا به ثلاث سنوات.

## أسرته
| الزوجة                                      | أبنائه منها                                                                                                  |
| ------------------------------------------- | --- |
| الأميرة سارة بنت أحمد بن عبد الرحمن السديري | الأمير بندر (توفي صغيرًا)                                                                                     |
| الأميرة وضحى بنت حمود بن فيصل الرشيد        | الأميرة مشاعل (متوفاة)، الأمير سعود، الأمير بدر (متوفى)، والأميرة الجوهرة الثانية                            |
| الأميرة هيا بنت عبد الله بن سعد السديري     | |
| الأميرة نورة بنت قرناس العبدلي المطيري      | |
| الأميرة الشريفة عزوة بنت نامي بن شاهين      | الأميرة هيفاء                                                                                                |
| الأميرة نوف بنت خالد بن تركي بن حميد        | |
| الأميرة رفعة المله الغامدي                  | |
| الأميرة فوزية العادل                        | الأميرة صيتة، الأميرة الجوهرة الأولى (توفيت صغيرة)، الأميرة قماشة، الأمير فواز، الأمير الوليد، والأميرة عبير |

## الأبناء
- الأمير بندر بن عبد المحسن بن عبد العزيز آل سعود، (توفي صغيرًا)
- الأمير سعود بن عبدالمحسن بن عبدالعزيز آل سعود .
- الأمير بدر بن عبدالمحسن بن عبدالعزيز آل سعود، (متوفى).
- الأمير فواز بن عبد المحسن بن عبد العزيز آل سعود، (متوفى) .
- الأمير الوليد بن عبد المحسن بن عبد العزيز آل سعود، متزوج من الأميرة مضاوي بنت منصور بن بن عبدالله بن جلوي آل سعود .
- الأميرة مشاعل بنت عبد المحسن بن عبد العزيز آل سعود (متوفاة).[6] كانت متزوجة من الأمير محمد بن سعد بن عبد العزيز آل سعود ولها من البنات الأميرة نوف.
- الأميرة الجوهرة الثانية بنت عبد المحسن بن عبد العزيز آل سعود. متزوجة من الأمير خالد بن عبد الله بن محمد بن عبد الرحمن آل سعود ولها من الأبناء الأمير فهد، الأمير محمد ، الأمير سعود ، الأمير عبدالله ، الأميرة منيرة ، الأميرة مضاوي ، الأميرة نورة ، الأميرة مشاعل ، الأميرة نوف ، الأمير سلطان.
- الأميرة هيفاء بنت عبد المحسن بن عبد العزيز آل سعود. كانت متزوجة من الأمير بندر بن ثامر بن سعود بن عبد العزيز آل سعود ولها من الأبناء الأمير فهد.[7]
- الأميرة صيتة بنت عبد المحسن بن عبد العزيز آل سعود. متزوجة من سعد بن عبدالله بن سعد السديري . ولها من الأبناء الأميرة سارة (متزوجة من الأمير فيصل بن عبدالله بن سعود بن عبدالعزيز آل سعود)، الأميرة مها (متزوجة من الأمير نهار بن عبدالله بن سعود بن عبدالعزيز آل سعود) ، محمد، عبدالله، سعد، الجوهرة.
- الأميرة الجوهرة الأولى بنت عبد المحسن بن عبد العزيز آل سعود (توفيت صغيرة).
- الأميرة قماشة بنت عبد المحسن بن عبد العزيز آل سعود.
- الأميرة عبير بنت عبد المحسن بن عبد العزيز آل سعود.